# Presentazione al Tempio (Ambrogio Lorenzetti)
La Presentazione al Tempio è un dipinto a tempera su tavola (257x168 cm) di Ambrogio Lorenzetti, firmato e datato 1342. Proveniente dal Duomo di Siena, è oggi conservato nella Galleria degli Uffizi a Firenze. Considerata una delle opere 'maggiori' di Ambrogio Lorenzetti, è uno dei cinque soli lavori datati e firmati dall'artista, costituendo così un importante punto di riferimento per la ricostruzione dell'evoluzione artistica del pittore senese.

## Storia
L'opera decorava l'altare di San Crescenzio nel Duomo di Siena ed era stata commissionata in occasione del programma decorativo degli altari dedicati ai quattro santi patroni di Siena (Sant'Ansano, San Savino, San Crescenzio e San Vittore) nel corso del 1330-1350. Per la precisione i quattro altari erano posti ai quattro angoli della crociera (intersezione navata principale e transetto) del Duomo. Per tale programma vennero dipinte anche l'Annunciazione di Simone Martini e Lippo Memmi nel 1333 (altare di Sant'Ansano), la Natività della Vergine di Pietro Lorenzetti del 1342 (altare di San Savino) e la Natività, oggi smembrata, che si ritiene dipinta da Bartolomeo Bulgarini nel 1351 (altare di San Vittore). Tutti i dipinti dovevano celebrare la Madonna con storie della sua vita, le quali erano concluse nella grandiosa pala della Maestà di Duccio di Buoninsegna. Le lacche costose e il blu di lapislazzuli, riemersi nel restauro del 1986, confermano la committenza illustre.
Grazie a due descrizioni quattrocentesche si conosce che l'opera di Ambrogio Lorenzetti era originariamente un trittico, con ai lati due scomparti con san Michele Arcangelo e san Crescenzio martire (che reggeva la propria testa mozzata in mano) e in basso una predella.
Ancora un secolo dopo la Presentazione era di ispirazione per gli artisti, come Giovanni di Paolo e Bartolo di Fredi, che ne dipinsero delle copie.
L'opera venne in seguito manomessa e, rimossa dalla sua prestigiosa collocazione, finì in un monastero femminile di Siena, finché il granduca Ferdinando III non la fece trasferire a Firenze nel 1822. Entrò agli Uffizi nel 1913.

## Descrizione
Il tema della presentazione al Tempio di Gesù è trattato con grande originalità e conferma la grande inventiva di Ambrogio, la cui firma si trova sulla cornice: "AMBROSIVS LAVRENTII DE SENIS FECIT HOC OPVS ANNO DOMINI MCCCXLII".

### I personaggi
Il centro della scena è occupata dall'evento della Presentazione al Tempio, cerimonia che la religione ebraica prevedeva dopo 40 giorni dalla nascita di ogni bambino maschio per consentire alla madre di purificarsi.
Al centro, entro lo spazio delimitato dalle due colonnette in primo piano, troviamo i tre personaggi più importanti: la Madonna (che tiene nelle mani il telo in cui era avvolto il Bambino), il Bambino (con i piedini irrequieti e il dito in bocca), e Simeone il Giusto (raffigurato nell'intento di proferire parola dopo aver preso in braccio il piccolo). All'estrema sinistra troviamo Giuseppe, preceduto da due accompagnatrici (l'assenza dell'aureola indica l'assenza di santità di queste ultime). All'estrema destra troviamo invece la Profetessa Anna che dispiega un cartiglio entro cui leggiamo un messaggio in latino così traducibile “Ed ecco, sopraggiunta proprio in quel momento, [Anna] si mise anch'essa a lodare Dio e parlava del Bambino a tutti coloro che aspettavano la redenzione di Israele” (Vangelo secondo Luca, 2, 38).
Dietro l'altare vediamo un sacerdote con i colombi da sacrificare nella mano destra e il coltello del sacrificio nella sinistra. Sull'altare, davanti a lui, arde la fiamma del sacrificio. Il sacerdote sembra ascoltare un altro sacerdote alla sua sinistra, mentre un terzo sacerdote è visibile ancora più a sinistra, dietro il pilastro.
Vero protagonista di tutta la scena è Simeone il Giusto, ben ritratto nella sua vecchiaia, intento a contemplare il Bambino che ha in braccio e con la bocca aperta a dare il suo messaggio che apprendiamo dal Vangelo secondo Luca: “Ora, Signore, puoi lasciare che il tuo servo muoia in pace perché, secondo la tua promessa, i miei occhi hanno visto la salvezza che tu hai preparato per tutti i popoli della terra” (Luca, 2, 29-31). Ambrogio Lorenzetti ha voluto ritrarre proprio questo momento solenne di tutta la scena della Presentazione al Tempio.

### L'ambientazione architettonica
La scena è ambientata all'interno di una chiesa a tre navate. Il dipinto, che era il pannello centrale di un trittico di cui sono andati perduti i pannelli laterali, possiede esso stesso la forma di un trittico, scandito dalle tre navate dell'edificio e dagli archetti trilobati nella parte superiore. La stessa cornice, dove in basso si trovano la firma e la data, è dotata di pilastrini ai lati, che aumentano l'effetto architettonico illusorio. La profondità è suggerita dalle colonnine digradanti e dal pavimento marmoreo a quadri.
Sopra i sacerdoti troviamo l'arco trionfale con un dipinto nel dipinto: due angeli che reggono un clipeo col Cristo benedicente, una raffigurazione anacronistica considerando che nella scena principale il Cristo è solo un infante. Altri profeti che dispiegano i loro cartigli sono visibili, più piccoli, sulle lunette delle navate laterali, mentre in cima alle colonnine che delimitano anteriormente tutta la scena sono raffigurate due piccole statue di Mosè, con le tavole della Legge, e Giosuè, con il sole in mano. Ancora più sopra, oltre i tre archi ad intarsi marmorei e il fregio di draghetti, abbiamo una serie di angeli dorati e marmorei che reggono una ghirlanda.
Sullo sfondo troviamo il tiburio e la lanterna. Per la presenza di questi ultimi, delle statue di Mosè e degli angeli, degli archi a tutto sesto anteriori che costituiscono una sorta di facciata, e per le tre navate in stile gotico, l'ambientazione architettonica ricorda il Duomo di Siena.

### Mosè e Malachia
Molto significativa è la presenza, negli spicchi dell'arco centrale in alto, di Mosè e Malachia. I loro cartigli riportano messaggi in latino. Il primo è così traducibile: “Se le sue possibilità non sono sufficienti per offrire un agnello prenda due tortore o due colombi, uno per l'olocausto e l'altro per il sacrificio espiatorio” (tratto dal Levitico, 12, 8); il secondo: “Subito verrà al suo tempio il Signore che voi bramate, e l'angelo dell'alleanza che voi sospirate di vedere” (tratto da Malachia, 3, 1). I due messaggi recano il tema della Purificazione e quello della Redenzione, centrali nell'Evento della Presentazione al Tempio.
Negli spicchi degli archetti laterali troviamo cherubini rossi con raggi di luce.

## Stile
Il dipinto è realizzato secondo lo stile dell'ultimo Ambrogio Lorenzetti, quello della maturità artistica degli anni senesi (dopo il 1335). La piastrellatura del pavimento e lo sviluppo in profondità delle navate della chiesa mostrano infatti un'acquisita familiarità nella resa prospettica ereditata dalla scuola di Giotto, reiterando le indubbie capacità del Lorenzetti di dipingere le complesse prospettive già evidenti nelle Storie di san Nicola del 1332 circa (oggi alla Galleria degli Uffizi di Firenze). Tuttavia, non si può ancora parlare di prospettiva matematica, invenzione del Rinascimento del XV secolo: se il pavimento ha infatti un unico punto di fuga, esso è diverso da quello dei muri perimetrali o da quello della linea d'imposta degli archi. In questo dipinto la scena è inoltre ambientata nelle tre navate di una chiesa, in uno spazio che, scurendosi via via che ci si allontana, crea un effetto di profondità inedita per la pittura toscana, che sembra anticipare le conquiste dei fiamminghi, come la Madonna in una chiesa gotica di Jan van Eyck (Erwin Panofsky, 1927).
Anche i chiaroscuri dei volti e del panneggio mostrano le influenze giottesche che Ambrogio Lorenzetti aveva acquisito negli anni di permanenza a Firenze (prima del 1332). Le figure sono dipinte come masse compatte, con le vesti in colori brillanti sfumati in base al diverso cadere della luce, dando così uno straordinario senso di plasticità e volume. I volti sono invece resi secondo le inconfondibili fisionomie di quest'artista. Così come "lorenzettiana" è la raffigurazione del Bambino, con i piedini irrequieti e con il dito in bocca a sottolinearne l'umanità.